# Nœud à l'ail
 (janvier 2018).

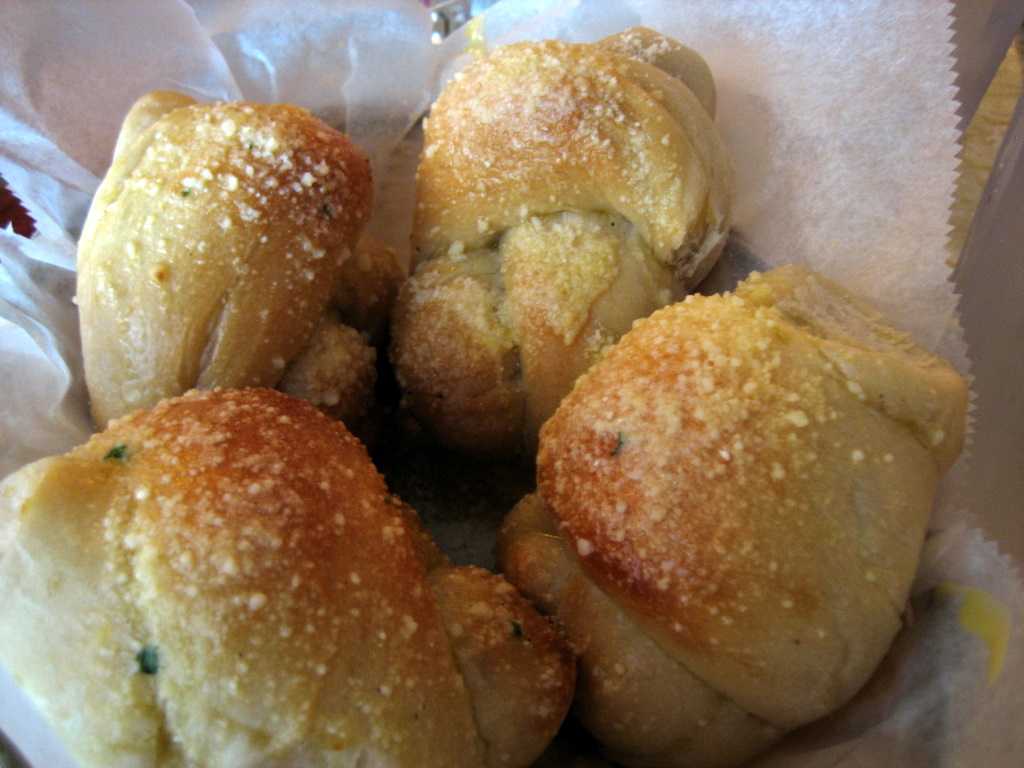
Des nœuds à l'ail.

Les nœuds à l'ail sont un genre de pain à l'ail servi surtout dans les pizzerias autour de New York. Ils ont été conçus en 1973 dans le Queens pour utiliser les déchets de pâte.
Les nœuds à l'ail utilisent les déchets de pâte chez les pizzerias, ils ont tendance à ne pas être chers. Il arrive qu'on les serve gratuitement avec des commandes importantes.

## Fabrication
Les nœuds à l'ail sont constitués de pâte à pain. On enroule la pâte nouée plusieurs fois et on met les nœuds au four à pizza. Par respect de l'authenticité, on les cuit au four à 370 °C, voire plus. On trempe ensuite les nœuds dans un mélange d'huile, de parmesan et d'ail écrasé. Sinon, on applique ce mélange sur les nœuds. Il arrive de temps en temps qu'on ajoute du persil haché, de l'origan séché ou du poivre noir. Avant de les servir, on les cuit au four une deuxième fois. Ils peuvent être servis avec de la sauce marinara.